# Wawrzyniec Bazarnik
Wawrzyniec Bazarnik (ur. 13 lipca 1927 w Hajdukach Wielkich, zm. 5 lutego 1977 w Chorzowie) – polski bokser, olimpijczyk, mistrz Polski wagi piórkowej.
Ukończył zasadniczą szkołę zawodową, w sierpniu 1945 roku podjął pracę w hucie „Batory” w Chorzowie, jako pomocnik ślusarza. Dzięki namowom znanego pięściarza Alojzego Maneckiego, rozpoczął także treningi bokserskie w Robotniczym Klubie Sportowym „Batory”, przemianowanym następnie na KS „Stal” Chorzów. W 1953 roku przeniesiono go, decyzją władz hutnictwa, do Klubu Sportowego „Stal” w Łabędach.
W 1954 roku zakończył karierę jako zawodnik; przez kilka lat pracował jako trener, m.in. krótko (1957-58) w sekcji bokserskiej „Ruchu” Chorzów.
Jako zawodnik walczył w wagach: koguciej i piórkowej. W 1947 roku wywalczył sobie tytuł mistrza Śląska. Od 1946 roku powołany do reprezentacji kraju, aż do 1951 roku był liderem rankingu pięściarzy Polskiego Związku Bokserskiego.
W 1947 roku sensacją było jego zwycięstwo z reprezentantem Czechosłowacji Jánem Zacharą, późniejszym mistrzem olimpijskim (1952). W 1951 roku został mistrzem Polski wagi piórkowej.
Startował w Igrzyskach Olimpijskich w Londynie 1948 w wadze koguciej (odpadł w eliminacjach). Zdobył tytuł mistrza Polski w wadze piórkowej w 1951, a rok później zdobył brązowy medal. Osiem razy wystąpił w reprezentacji Polski dwukrotnie wygrywając z późniejszym mistrzem olimpijskim Jánem Zacharą z Czechosłowacji. Wywalczył 5 zwycięstw, doznał trzech porażek. M.in. w 1947 roku pokonał przez nokaut Persona (Szwecja), Awdiejewa (Związek Radziecki) oraz Horvatha (Węgry). W 1950 roku ponownie zwyciężył Jana Zacharę (Czechosłowacja). W 1952 roku zwyciężył z fińskim bokserem Ninivuori.
Ogółem stoczył 264 walki, w których aż 226 razy zwyciężał. Odnotował tylko 13 remisów oraz 25 porażek.
Jego talent nie mógł być właściwie wykorzystany, bowiem nieustannie chorował, m.in. na zapalenie oskrzeli. Był to skutek treningów i walk w wyziębionych salach treningowych.
Zmarł 5 lutego 1977 roku w Chorzowie, został pochowany na cmentarzu parafii pw. Św. Ducha w Chorzowie. 19 grudnia tego samego roku zmarł jego ojciec, noszący to samo imię i nazwisko.